# Эттю (провинция)
Провинция Эттю (яп. 越中国 эттю но куни, «Страна Эттю») — историческая провинция Японии в регионе Тюбу в центре острова Хонсю. Соответствует современной префектуры Тояма.

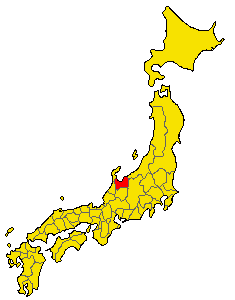
Провинция Эттю (выделена красным)

С давних пор Эттю была частью государства Коси но куни (яп. 越国), которое в VII веке было разделено яматоскими монархами на три административных единицы — провинции: Этиго (яп. 越後, «заднее Коси»), Эттю (яп. 越中, «среднее Коси») и Этидзэн (яп. 越前, «переднее Коси»).
С VII века административный центр провинции Эттю находился в современном городе Такаока. С 745 по 751 губернатором в ней был знаменитый поэт Отомо-но Якамоти, посвятивший оду расположенной там горе Футагами. Ныне ему установлен памятник в Такаоке.
К XV веку в Эттю правил род Хосокава. Однако в период Сэнгоку провинция находилась под контролем родов Хатакэяма и Уэсуги, которые были правителями соседних земель Кага и Этиго. С XVII по XIX век в провинции Эттю правили родственники сёгунов — род Мацудайра.
В результате административной реформы 1871 года провинция Эттю была преобразована в префектуру Тояма.

## Уезды провинции Эттю
- Имидзу (яп. 射水郡);
- Нэи (яп. 婦負郡);
- Ниикава (яп. 新川郡);
- Тонами (яп. 礪波郡).

## Источник
- 『角川日本地名大辞典』全50巻. — 東京: 角川書店, 1987—1990. (Большой словарь японских топонимов издательства Кадокава. В 50 томах. — Токио: Кадокава сётэн, 1987—1990.)